# Carl-Johan Forssén Ehrlin
Carl-Johan Forssén Ehrlin es un autor sueco que escribió el superventas infantil El conejito que quiere dormirse, un libro que ayuda a los niños a quedarse dormidos. Forssén Ehrlin estudió pedagogía, retórica y psicología, disciplina en la que se ha apoyado para la creación del libro antes mencionado. Entre otras técnicas, el libro utiliza la hipnosis. El conejito que quiere dormirse entró en la lista de los más vendidos de Amazon en Reino Unido, Estados Unidos, Francia y España.
Publicó su primer libro, titulado Create your future (sólo disponible en sueco) en 2006.